# Lithophila radicata
Lithophila radicata är en amarantväxtart som först beskrevs av Joseph Dalton Hooker, och fick sitt nu gällande namn av Paul Carpenter Standley. Lithophila radicata ingår i släktet Lithophila och familjen amarantväxter. Inga underarter finns listade i Catalogue of Life.